# Papilio buddha
Papilio buddha är en fjärilsart som beskrevs av John Obadiah Westwood 1872. Papilio buddha ingår i släktet Papilio och familjen riddarfjärilar. Inga underarter finns listade i Catalogue of Life.

## Bildgalleri

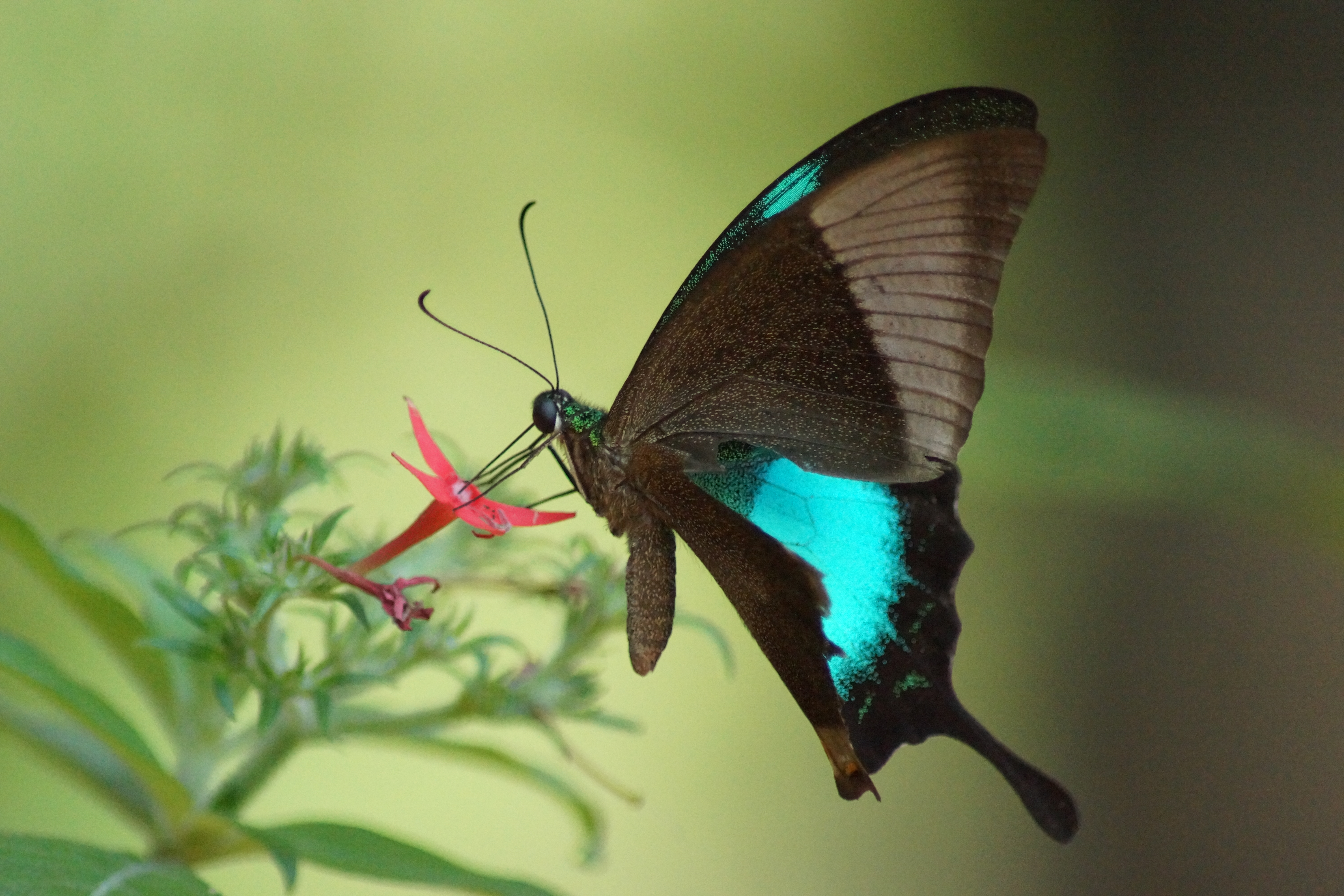